# Красний Хутір (Краснозерський район)
Красний Хутір (рос. Красный Хутор) — селище у Краснозерському районі Новосибірської області Російської Федерації.
Входить до складу муніципального утворення Кайгородська сільрада. Населення становить 497 осіб (2010).

## Історія
Згідно із законом від 2 червня 2004 року органом місцевого самоврядування є Кайгородська сільрада.

## Населення
| 2002 | 2007 | 2010 |
| ---- | ---- | ---- |
| 466  | ↗499 | ↘497 |